# Intel 8255

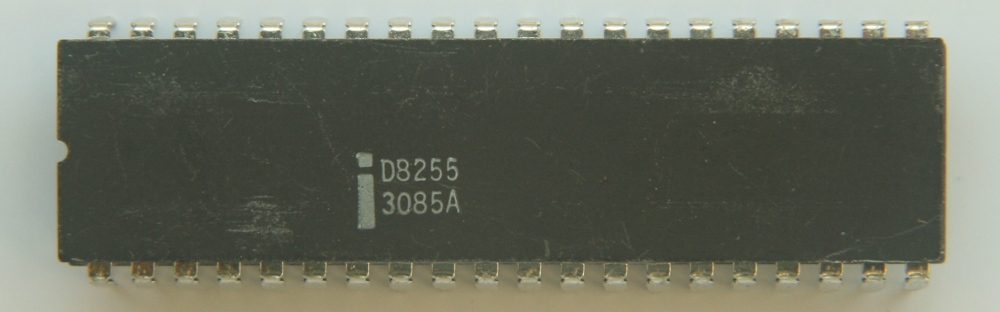
インテルD8255

i8255のピン配置

Intel 8255 （またはi8255）プログラマブルペリフェラルインタフェース（PPI）チップは、Intel 8080マイクロプロセッサ用に1970年代前半にインテルによって開発および製造された。8255は、24本のパラレル入力/出力ラインにさまざまなプログラム可能な動作モードを持つ。
8255はMCS-85ファミリーで、8085および8086マイクロプロセッサとその後継向けに設計された。最初は40ピンDIPで、その後44ピンPLCCパッケージで提供された。それはデジタル処理システムにおいて広く利用された。
8255の機能は現在、大部分がより大きなVLSI処理チップにサブ機能として組み込まれている。8255のCMOSバージョンはまだルネサスによって作られているが、主にマイクロコントローラのI/Oを拡張するために使われる。

## 応用
8255は、SV-328やすべてのMSXモデルなど、多くのマイクロコンピュータ/マイクロコントローラシステムや家庭用コンピュータで広く使用されていた。8255は、N8VEMなどの数多くの自作コンピュータと共に、オリジナルのIBM-PC、PC/XT、PC/jr、およびクローンで使用された。